# Romeo och Julia (opera, Gounod)
För andra betydelser, se Romeo och Julia (olika betydelser).

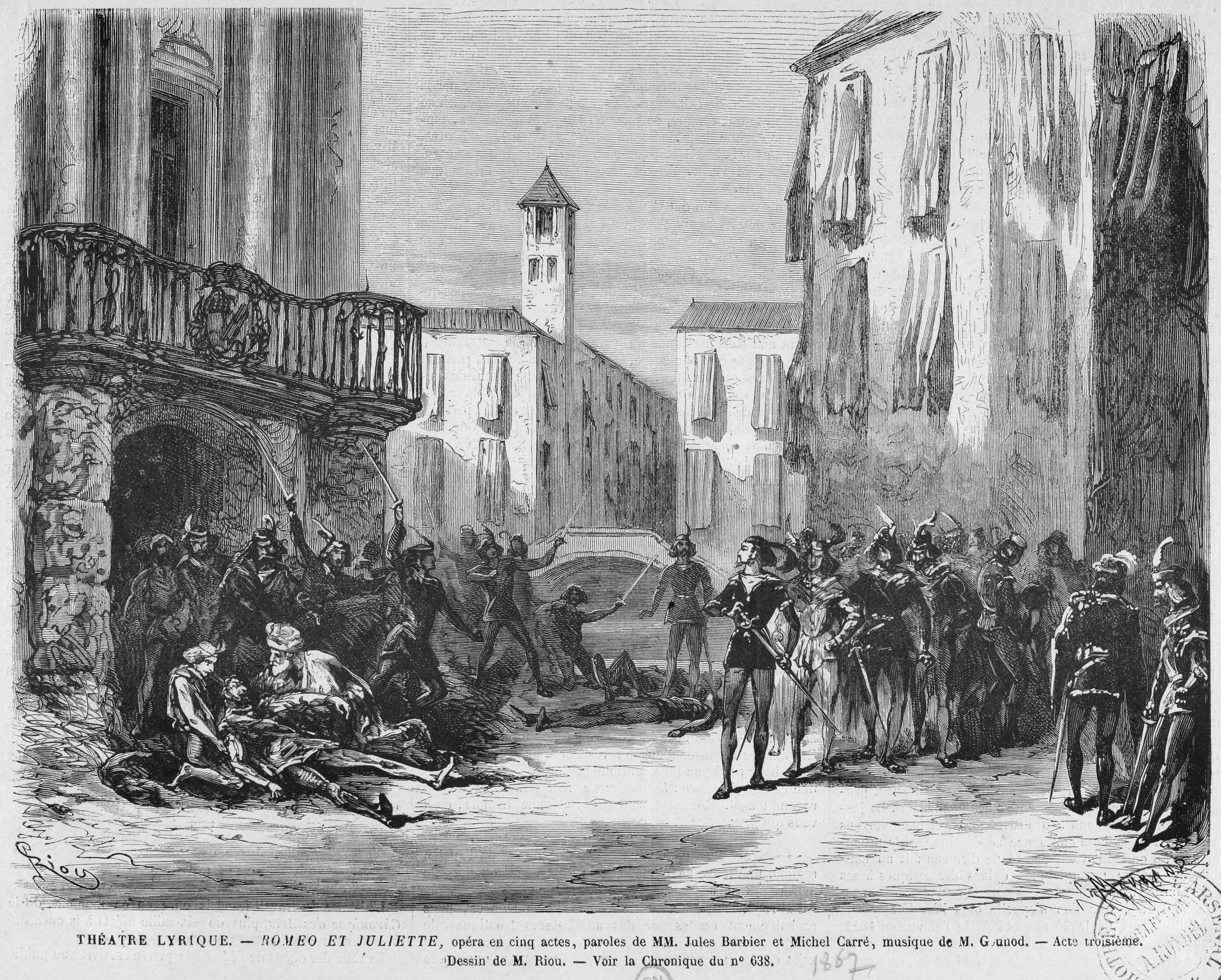
En illustrerad tidning återger akt tre, scen två från premiären i Paris.

Romeo och Julia (Roméo et Juliette) är en fransk opera i fem akter med musik av Charles Gounod. Den har ett libretto av Jules Barbier och Michel Carré som bygger på Romeo och Julia av William Shakespeare.

## Historia
Redan 1839 hade Gounod blivit förtjust i Hector Berlioz symfoni Roméo et Juliette och 1841 skissade han på "Romeo och Julia"-temat nere i Italien där han befann sig efter att ha vunnit Prix de Rome. Efter succén med Faust på Théàtre Lyrique hade Gounod fått beställning på en ny opera och kunde på så sätt tonsätta Romeo och Julia. Tack vare Världsutställningen 1867 i Paris, och all publik och digniteter som gästade staden, utökades succén även med Romeo och Julia. Ganska snart uppstod en parodi på operan kallad Rhum et eau en juillet (Rom och vatten i juli). 
Gounods opera ligger betydligt närmare Shakespears pjäs än till exempel Vincenzo Bellinis I Capuleti e i Montechhi (1830). I Frankrike blev den oerhört uppskattad och har hållit sig kvar långt in på 1900-talet som ett av Parisoperans mest populära repertoarinslag. Juliette vare ett av Adelina Pattis glanspartier, och i många år uppfördes operan som inledning av säsongen på Metropolitan Opera i New York.

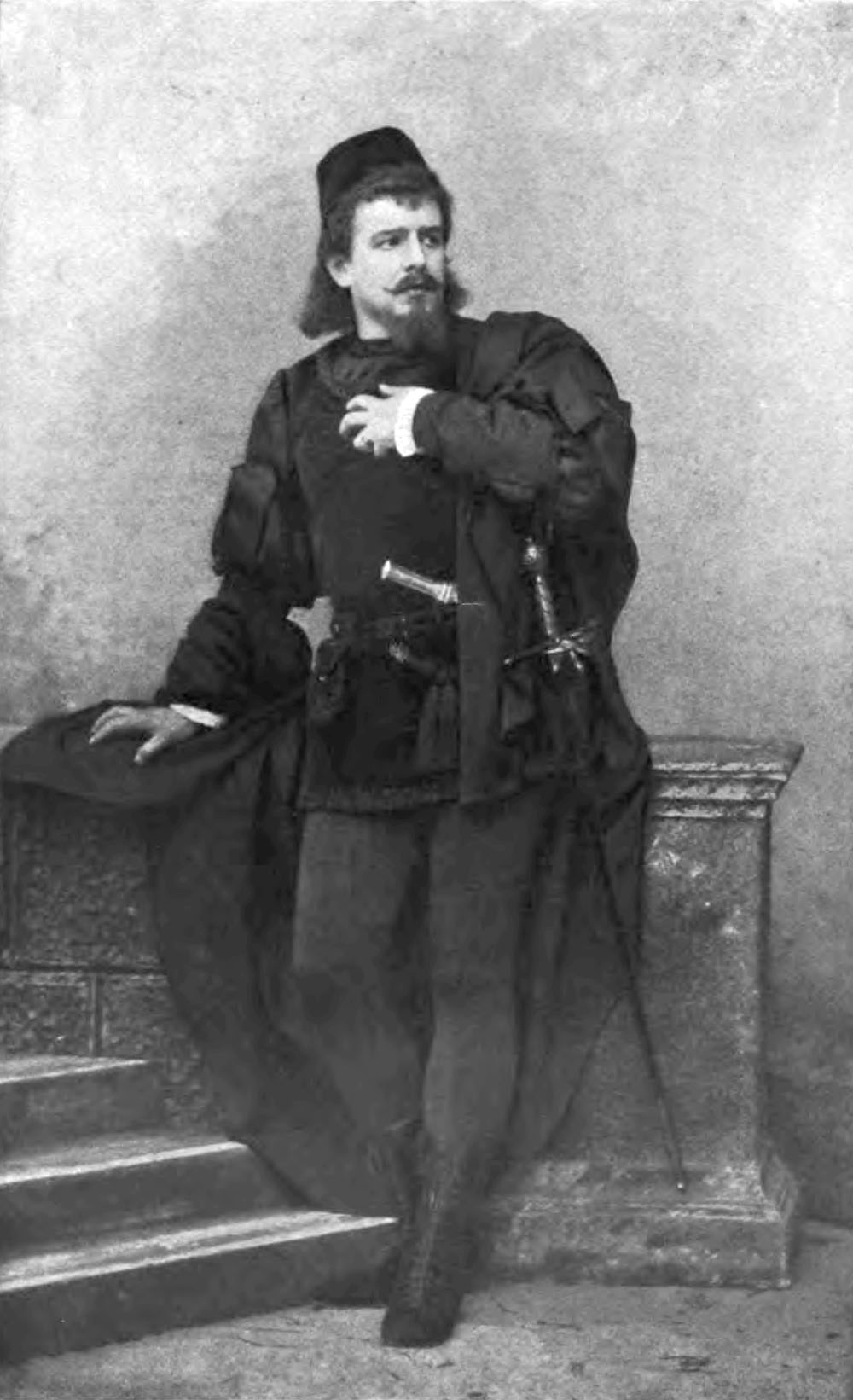
Jean de Reszke som Romeo 1888.

Operan hade urpremiär på Théâtre Lyrique i Paris den 27 april 1867 och är tillägnad Sveriges kung Karl XV. Året därpå ägde den svenska premiären rum på Stockholmsoperan den 11 juni 1868 och den iscensattes åter med premiär den 2 september 1926. Den sattes upp på Folkoperan med premiär den 24 september 2005.

## Om operan
Musikkritikern Ernst Newman skrev om idén att bygga en opera på Romeo och Julia:
En av musikvärldens outrotliga vanföreställningar är att Romeo och Julia är det perfekta underlaget för en opera. Varken kompositörer eller librettister har fattat att det bortsett från de båda älskande finns mycket lite i pjäsen som lämpar sig för syftena med en opera. Romeo och Julia har själva sina brister i det avseendet. Var och en räcker för en aria och tillsammans räcker de för en kärleksduett och en dödsduett. Längre än så kan en operakompositör inte komma med den. Vad resten angår finns det knappast en enda person i pjäsen som är viktig nog att ödsla tid på i en opera, eller som har en tillräckligt skarpskuren dramatisk fysionomi för att den ska lämpa sig för musikalisk karakterisering.

## Roller
- Roméo/Romeo, av familjen Montaigue/Montague (tenor)
- Juliette/Julia, av familjen Capulet (sopran)
- Broder Laurent/Lorenzo (bas)

Huset Montaigue:
- Mercutio, Roméos vän (baryton)
- Stéphano, Romeos page (sopran)
- Benvolio, Romeos vän (tenor)

Huset Capulet:
- Greve Capulet, Juliettes far (baryton)
- Tybalt, Capulets brorson (tenor)
- Greve Paris, Julias trolovade och Tybalts vän (baryton)
- Gertrude, Julias amma (mezzosopran)
- Gregorio, betjänt hos Capulet (baryton eller bas)
- Hertigen av Verona (bas)
- Broder Jean/Johan (bas)
- Hovdamer och adelsmän, bal- och bröllopsgäster, hertigens följe, beväpnat tjänstefolk (kör)

## Handling
Operan utspelas i Verona i början av 1400-talet. 
Akt I
I Capulets hus föbereds en stor bal. Bland gästerna befinner sig även några oinbjudna: Romeo och Mercutio som tillhör fiendefamiljen Montaigue. Romeo tilltalar en främmande skönhet och förälskar sig i denna. Till sin bestörtning får han veta att hon är Julia, hans ärkefiendes dotter. Romeo och Mercutio blir igenkända och tvingas att fly.
Akt II
I trädgården väntar Romeo under Julias balkong, för att kunna få en blick av henne. Han förföljd fortfarande av familjen Capulet, men lyckas gömma sig. De förälskade bekänner sin kärlek till varandra och vill gifta sig, trots släktfejden.
Akt III
I hemlighet i klostrets avskildhet viger broder Laurent, Romeos biktfader, Julia och Romeo. Han hoppas att förbindelsen skall göra slut på den gamla tvisten. Stéphano, Romeos page, hånar familjen Capulet med en sång. Detta sker på fiendens mark, utanför familjen Capulets hus. Tybalt Capulet försöker jaga bort honom, men Mercutio beskyddar pojken. De båda männen angriper varandra. Romeo vill medla, men Tybalt sticker ner Mercutio. Nu tar även Romeo upp striden och dödar Tybalt. Hertigen av Verona dömer Romeo till livslång exil.
Akt IV
Innan Romeo ger sig av tillbringar han natten med Julia. På morgonen skall greve Capulet gifta bort sin dotter med greve Paris. Broder Laurent tar tänkt ut en list. Julia skall dricka en speciell sömndryck. Den skall få folk att tro att hon är död, så att de för henne till den sista vilan i familjekryptan. Men i sista ögonblicket, när hon åter vaknar ur den dödsliknande sömnen, skall Romeo befinna sig där och ta henne med sig. Julia går med på den dristiga planen. Gästerna samlas för att fira bröllopet. Under ceremonin sjunker Julia samman, till synes död.
Akt V
Julia ligger skenbart död i kryptan. Men broder Laurents bud har inte nått Romeo. Han tror nu att hans Julia verkligen är död. Han tar själv gift för att kunna förenas med sin älskade i döden. När Romeo ligger döende, vaknar Julia. Utom sig märker hon att den hon älskar är döende. Bara en kort kärleksdröm, sedan dör Romeo och Julia följer honom i döden genom att sticka hans dolk i sitt bröst.